# Ruddy Zang Milama
Perennes Paulette Ruddy Zang-Milama (sinh ngày 06 tháng 6 năm 1987 tại thủ đô Port-Gentil) là một vận động viên chạy nước rút thi đấu quốc tế cho Gabon.
Zang Milama đại diện cho Gabon tại Thế vận hội Mùa hè 2008 ở Bắc Kinh. Cô thi đấu ở chặng nước rút 100 mét và đứng thứ ba về sức nóng vòng một của mình sau Shelly-Ann Fraser và Vida Anim trong thời gian 11,62 giây. Cô ấy đủ điều kiện cho vòng thứ hai trong đó cô ấy không thể đủ điều kiện cho vòng bán kết vì thời gian 11,59 của cô ấy là lần thứ bảy của cuộc đua của cô ấy.
Năm 2010, cô đã giành được huy chương đồng tại Doha tại Giải vô địch trong nhà thế giới IAAF 2010. Cuối năm đó, cô đã giành được huy chương bạc 100 m và huy chương đồng 200   m tại Giải vô địch châu Phi năm 2010 về điền kinh ở Nairobi. Năm 2012, cô đã có một kỷ lục quốc gia Gabon hai lần, kết thúc với thành tích tốt nhất là 11,03 giây trên 100 m để giành huy chương vàng tại Giải vô địch châu Phi 2012 về điền kinh. Tại Thế vận hội Mùa hè 2012, cô đủ điều kiện cho vòng bán kết ở nội dung 100 m nữ. Năm 2013, cô đã chạy một kỷ lục quốc gia 7,12 giây trong 60 mét ở Moscow.
Vào ngày 21 tháng 5 năm 2014, Zang Milama đã thử nghiệm dương tính với chất bị cấm trong thử nghiệm cạnh tranh. Sau đó, cô đã bị đưa ra lệnh cấm thể thao bảy tháng.